# Indriinae
Los indrinos (Indriinae) son una subfamilia de lémures de la familia Indriidae. Incluye 4 géneros con 17 especies.

## Clasificación
- Familia Indriidae
  - Subfamilia Indriinae
    - Género Indri
      - Indri indri

    - Género Avahi
      - Avahi betsileo
      - Avahi cleesei
      - Avahi laniger
      - Avahi meridionalis
      - Avahi mooreorum
      - Avahi occidentalis
      - Avahi peyrierasi
      - Avahi ramanantsoavana
      - Avahi unicolor

    - Género Propithecus
      - Propithecus diadema
      - Propithecus candidus
      - Propithecus edwardsi
      - Propithecus perrieri
      - Propithecus tattersalli
      - Propithecus verreauxi
      - Propithecus coquereli
      - Propithecus deckenii
      - Propithecus coronatus